# Siarnaq
Siarnaq  är en av Saturnus månar. Den upptäcktes av bland andra John J. Kavelaars och Brett Gladman 2000, och gavs den tillfälliga beteckningen S/2000 S 3. Bland Saturnus månar är den numrerad som XXIX, det vill säga som nummer 29.
Siarnaq tros vara cirka 40 kilometer i diameter. Den kretsar kring Saturnus på ett genomsnittligt avstånd på 17,5 miljoner kilometer. Dess omloppstid är 895 dagar. Den tillhör inuitgruppen och är dess största medlem.
Siarnaq har en ljusröd färg. Dess spektrum i infrarött är mycket lik inuitgruppens satelliter Paaliaq och Kiviuq. Det stöder teorin att gruppen kan ha ett gemensamt ursprung från en större himlakropp som brutits sönder.
Siarnaq har visat sig vara en sekulär resonans med Saturnus, som innebär precession av dess periapsis och den planeten. Studierna av dessa resonanser är nyckeln för att förstå fångst mekanismen för de oregelbundna satelliter och förutsatt att en gemensam ursprung av en given dynamisk grupp i upplösningen av ett enda organ, för att förklara dagens spridning av de orbitala elementen.
Månen är namngiven efter en jätte i inuitisk mytologi.